# Barmby Moor
Barmby Moor – wieś w Anglii, w hrabstwie East Riding of Yorkshire. Leży 39 km na północny zachód od miasta Hull i 273 km na północ od Londynu. W 2001 miejscowość liczyła 1065 mieszkańców.